# Побожки манастир
Побожкият манастир „Рождество на Пресвета Богородица“ (на македонска литературна норма: Побошки манастир „Раѓање на Пресвета Богородица“) е средновековен манастир в скопското село Побоже, северната част на Северна Македония. Част е от Скопската епархия на Македонската православна църква.
Манастирският комплекс „Света Богородица“ е разположен северно от Скопие, в дъбова гора, близо до Побоже, в падините на планината Скопска Църна гора. Вътрешността на църквата е изписана с прекрасни фрески. Около църквата има конаци, които са в добро състояние. За манастира няма писмени документи, които да указват на времето на изграждането и изписването му. Вътрешната архитектура е характерна за времето на османското владичество, а стилът на живописта е византийски. От това може да се заключи, че църквата е изградена някъде около XIV или XV век. Живописта е дело на доста добри зографи и имат голяма художествена стойност.